# Soloe
Soloe là một chi bướm đêm thuộc họ Erebidae.

## Các loài
- Soloe fumipennis Hampson, 1910
- Soloe sexamaculata (Plötz, 1880)
- Soloe splendida Toulgoët, 1980
- Soloe trigutta Walker, 1854
- Soloe tripunctata Druce, 1896